# 渤海中京城遗址

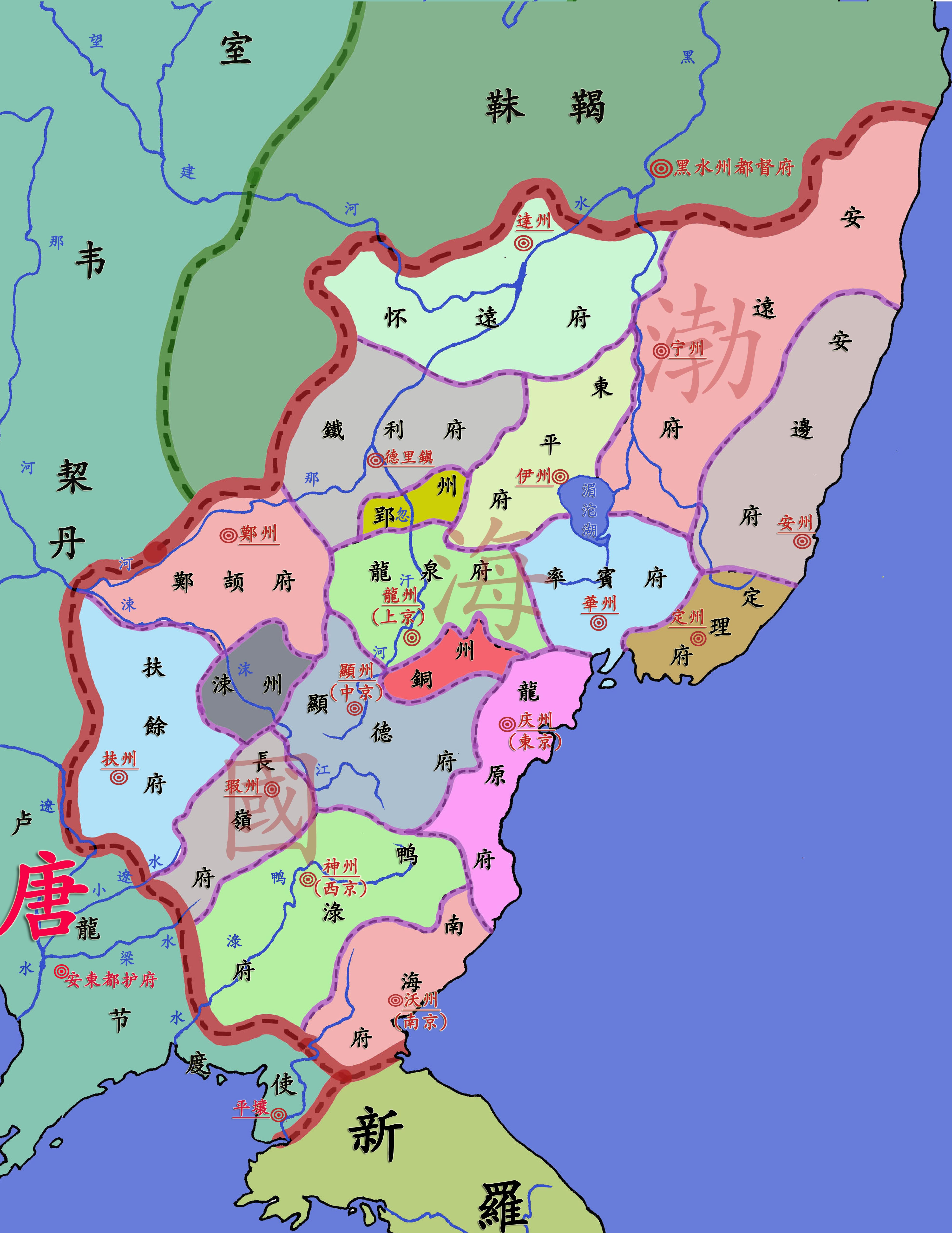
渤海國行政區劃

渤海中京城遗址，即中京顯德府城址，渤海国重要的都城遗址，位于中華人民共和國吉林省延邊朝鮮族自治州和龙市西城镇古城村。

## 历史
渤海国第三代君主大钦茂在唐天宝年间（742年—756年）曾定都于中京城显德府。1940年代起，学术界一般认为西古城城址是中京城故址。通过中国考古部门在2000年至2002年间对西古城城址进行的三年发掘，确认西古城城址是中京城故址。4月13日，此项考古发掘被评为2002年度全国十大考古新发现之一。

## 布局
中京城分内外两城，外城东西630米，南北730米，周长2720米。城垣版筑。在中轴线两端的南、北墙中，各设一门。城外建城壕。
内城位于外城中偏北，东西190米，南北310米。其北墙距外城北墙70米，南墙中段对称向内，中间开门。门内南北中轴线上布置三大殿，1号殿规模最大，面积300平方米；其北36米为2号殿，2号殿建左右配殿，1号、2号，及2号配殿有回廊相通。3号殿与2号殿相距80米，中隔一道横墙，其中部建门。殿址上现存排础和建筑构件。